# Poboj pri Žiglovici
Poboj pri Žiglovici predstavlja enega večjih vojnih zločinov slovenskih partizanov nad slovenskim civilnim prebivalstvom za časa 2. svetovne vojne.
Do umora devetih slovenskih kmetov je prišlo 28. julija 1942 na Mali Gori nad Ribnico, v breznu Žiglovica.

## Ozadje
Po okupaciji Dolenjske s strani fašistične Kraljevine Italije so se lokalni slovenski kmetje znašli v težavnem položaju. Medtem ko je okupacijska oblast na ozemlju Ljubljanske pokrajine v prvem letu delovala dokaj spravljivo do Slovencev, dopuščala slovensko upravo in šolstvo, je po drugi strani delovala s ciljem, da celotno pokrajino dolgoročno popolnoma integrira v italijansko državo. V ta namen je posebno pozornost posvečala prometnim povezavam, cestam in železniškim progam, ki jih je želela ubraniti pred  morebitnimi sabotažnimi akcijami slovenskih partizanov. Ker je Osvobodilna fronta (OF) spomladi leta 1942 okrepila svoje revolucionarno delovanje v okolici Ribnice in vzporedno začela tudi z napadi na italijanske bunkerje, ki so varovali železniško progo med Žlebičem in Kočevjem, so italijanske oblasti od slovenskih domačinov, lastnikov parcel ob progi, zahtevale, da posekajo 100 metrov širok pas gozda na vsaki strani proge. Lastnikom parcel je bilo zagroženo, da bodo v primeru neizpolnitve ukaza kaznovani z visokimi finančnimi sankcijami, poslani v internacijo ali celo usmrčeni. Glede na to, da so Italijani le nekaj dni pred dogodki na Žiglovici vdrli v bližnjo Sodražico, požgali nekaj hiš in ustrelili oziroma odgnali v internacijo precej prebivalcev, je bila taka grožnja zelo realna. Na drugi strani je tudi OF, čeprav brez vsake legitimne oblasti, domačinom prepovedala sečnjo gozda ob progi in zagrozila s strogimi kaznimi za vsakega, ki prepovedi ne bi upošteval. Slovenski kmetje iz Prigorice in Dolenje Vasi, ki so do teh dogodkov večinoma še podpirali OF, so se tako rekoč znašli med kladivom in nakovalom.

## 28. julij 1942
28. julija 1942 se je kljub partizanskim grožnjam cela Prigorica odpravila na delo v vrtače. Lastnikom parcel so pomagali sekati gozd in čistiti grmovje tudi tisti domačini, ki sami sicer niso imeli zemlje ob progi . Med delom je ljudi okoli 8. ure zjutraj presenetila partizanska patrulja in jih pod grožnjo orožja s seboj nemudoma odvedla devet (navedeni v poglavju Žrtve) Kljub temu, da je pri sekanju gozda ob vsej dolžini proge sodelovalo precej več domačinov, so partizani s sabo na Malo Goro odvedli samo teh devet. Preostali so bodisi ušli pred patruljo, bodisi so še naprej sekali gozd izven njenega dosega. Obstaja tudi verjetnost, da je bila deveterica že poprej izbrana za usmrtitev s strani partizanov, saj so le-ti po navodilih Komunistične partije Slovenije že vso pomlad 1942 izvajali eksemplarične usmrtitve, ki naj bi med prebivalstvom vzbujale grozo in njegove določene segmente načrtno vodile k organiziranju odkritega protirevolucionarnega odpora (tako imenovane bele garde). Domačini, ki so sekali gozd skupaj z deveterico, so sprva menili, da se jim ne bo zgodilo nič hujšega. Čeprav so komunistični partizani v ribniški okolici do tedaj že zagrešili precej odmevnih umorov slovenskih civilistov, denimo umor učiteljice Ivanke Novak, trgovca Franca Riglerja in časnikarja Jožeta Debeljaka, je mnogo ljudi še vedno podpiralo OF in ji zaupalo. Svojce in sorodnike odpeljanih so tolažili z besedami: »Ne delajte panike. Nič se jim ne bo zgodilo, saj so jih odvedli naši.«

## »Obsodba«in usmrtitev pri breznu Žiglovica
Vseh devet domačinov, ki so jih partizani odpeljali na Malo Goro, je bilo nemudoma »obsojenih« na smrt. V tem primeru seveda ni možno govoriti o kakršnemkoli pravnem postopku, šlo je za trenutno odločitev političnega komisarja partizanskega bataljona, Milana Venišnika, ki je deloval po navodilih Komunistične partije o iztrebljanju domnevne »reakcije«. Nekateri partizani, domačini iz Ribniške doline, so skušali posredovati in preprečiti umor slovenskih kmetov, vendar je, kot v vseh podobnih primerih, tudi tokrat obveljala volja političnega komisarja bataljona. Venišnik naj bi svojo odločitev utemeljil z besedami: »Če jih ne bomo danes devet, jih bomo morali jutri devetdeset.« Partizanom, ki so se zavzemali za nedolžne kmete, naj bi Niko Šilih, komunistični funkcionar in organizator OF na Dolenjskem, zagrozil, da bodo tudi sami končali v breznu, če ne utihnejo.
Po določenih podrobnostih je možno sklepati, da so se »obsojenci« uprli krivični sodbi, se goloroki spopadli z oboroženimi partizani in skušali pobegniti. Partizani naj bi nato dva mlajša razsekali na kose, ostale pa žive pometali v brezno Žiglovica, ki leži nekaj pod vrhom Male gore, blizu taborske cerkve sv. Ane. Glede na takratno prakso revolucionarnih partizanov, ki so jo ob pobojih slovenskih civilov leta 1942 in kasneje izvajali v Krimski jami ter drugod, je trditev, da so vsaj nekatere od žrtev v Žiglovico vrgli še žive, zelo verjetna. En od obeh bratov Arko naj bi ob svojem padcu celo zagrabil blizu stoječega partizana, se ga oklenil in ga potegnil s sabo v brezno.
Franci Strle, partizan in publicist totalitarnega režima, je po osamosvojitvi in demokratizaciji Republike Slovenije s člankom v reviji Obramba poskušal opravičiti partizanski umor devetih kmetov. Interpretiral ga je le kot »napačno tolmačenje odredbe o prepovedi sečnje lesa« in zapisal: »V konkretnem primeru imamo torej opraviti s premajhno razsodnostjo oziroma pravno nesposobnostjo, ne pa z zločinsko usmerjenostjo partizanskih štabov.« Strletova izjava je problematična, ker je v enakem obdobju leta 1942 prišlo tudi do številnih drugih podobnih primerov pobojev slovenskih civilistov s strani partizanov, torej nikakor ni šlo za izjemo.

## Žrtve
1. Franc Trdan, 68 let, kmečki posestnik iz Dolenje Vasi, poročen, cerkveni ključar in oče 4 otrok.
2. Franc Tanko, 63 let, mizarski mojster iz Dolenje Vasi, poročen, oče 6 otrok.
3. Anton Henigman, kmečki posestnik in lončar iz Prigorice, poročen, oče 4 otrok.
4. Anton Gorše, 54 let, kmečki posestnik iz Prigorice, hrom na eno nogo in brez enega očesa, poročen, oče 3 otrok.
5. Anton Arko, 67 let, kmečki posestnik in priložnostni lončar iz Prigorice, povratnik iz Združenih držav Amerike, kjer je delal kot rudar. Poročen, oče 8 otrok (od teh sta bila 2 sinova umorjena skupaj z njim v Žiglovici).
6. Franc Arko, 20 let, sin Antona Arka, iz Prigorice.
7. Jože Arko, 18 let, sin Antona Arka, iz Prigorice, bil je dijak meščanske šole v Ribnici. En od obeh bratov Arko naj bi s sabo v brezno potegnil tudi enega od morilcev.
8. Janez Kozina, 45 let, kmečki posestnik iz Prigorice, poročen.
9. Jože Kozina, 21 let, kmečki fant iz Žlebiča, sorodnik Janeza Kozine, ki je prišel na pomoč pri sečnji gozda.

## Odziv vaščanov
Lokalni terenci in sodelavci OF so sorodnike odpeljanih sprva prepričevali, da deveterica ni bila umorjena, temveč poslana v Belo Krajino na kazensko prisilno delo. Kmalu je resnica o poboju vseeno prišla na dan, saj so o njej odkrito spregovorili nekateri partizani sami. Domačini so bili ob novici, da je bilo vseh devet kmetov pomorjenih v Žiglovici, prestrašeni in zmedeni. Čeprav jih je pred pobojem večina še podpirala OF, so se začeli od partizanskega gibanja vedno bolj odvračati. Septembra 1942 je bila v Dolenji Vasi s privolitvijo Italijanov ustanovljena vaška straža, ki je skrbela za samoobrambo prebivalstva. Po kapitulaciji Italije 8. septembra 1943 so hoteli partizani v Prigorici, Dolenji Vasi in okoliških naseljih izvesti prisilno mobilizacijo, vendar so se jim domači fantje v veliki večini izmaknili in se prostovoljno odločili za pristop k pravkar ustanovljenemu protikomunističnemu Slovenskemu domobranstvu. En od glavnih razlogov za ta preobrat in začetek oboroženega odpora proti OF je bil ravno partizanski poboj deveterice kmetov v Žiglovici.